# Marathon de Metz-Mirabelle
Le Marathon de Metz-Mirabelle est une course pédestre de 42,195 kilomètres de long, dont la première édition a eu lieu le 17 octobre 2010. Cette nouvelle course vient remplacer l'ancien marathon de Lorraine, qui avait aussi lieu à Metz de 1973 à 1993. 